# Herb Mikołajek
Herb Mikołajek – jeden z symboli miasta Mikołajki i gminy Mikołajki w postaci herbu.

## Wygląd i symbolika
Herb przedstawia w błękitnym polu herbowym srebrną sierpowato wygiętą rybę z koroną na głowie, skutą łańcuchem. 
Ryba w nawiązuje do legendy o Królu Sielaw (według innej wersji – o Rybim Królu z pobliskiego jeziora Śniardwy).

## Legenda
Legenda o herbie ma kilka wersji, różniących się dość znacznie między sobą. Ich wspólnym elementem jest postać rybiego władcy obdarzonego magiczną mocą. Według wersji legendy zaadaptowanej w przedstawieniu heraldycznym w herbie Mikołajek, był to Król Sielaw. Strzegł on bezpieczeństwa mieszkańców wód w pruskich jeziorach i rzekach. Czynił to tak skutecznie, że mieszkańcy nie mogąc niczego złowić zaczęli cierpieć głód. Dopiero gdy żona pruskiego rybaka zwróciła się o pomoc do bogów, składając im ofiarę, ci w zamian dali jej metalowe kółko, stanowiące wzór dla wykonanej następnie sieci, w którą złowiono Rybiego Króla. Uwięziono go, a w pruskich wioskach zapanował dostatek.